# W (pel·lícula)
W (també titulada I Want Her Dead i W is the Mark of Death) és una pel·lícula de thriller psicològic estatunidenca del 1974 dirigida per Richard Quine i protagonitzada per Twiggy, Dirk Benedict i Michael Witney. Fou produïda per Mel Ferrer.

## Argument
En 24 hores, s'han produït tres accidents gairebé mortals. Al lloc de cadascun d'ells, s'ha gravat la lletra "W" sobre la persona ferida. Katie Lewis (Twiggy) i el seu marit Ben (Michael Witney) descobreixen que aquests accidents són en realitat obra d'un misteriós assassí, i que ells són els objectius reals. Mentre intenta evitar la mort, la parella ha de lluitar per descobrir l'origen d'aquests atacs.

## Repartiment
- Twiggy com Katie Lewis
- Michael Witney com a Ben Lewis
- Eugene Roche com a Charles Jasper
- Dirk Benedict com a William Caulder
- John Vernon com a Arnie Felson
- Michael Conrad com a tinent Whitfield
- Alfred Ryder com a investigador

## Rodatge i distribució
W fou filmada a San Pedro Harbor i Trancas Beach, Califòrnia, des del 30 d'abril a mitjans de juny de 1973. A Espanya fou projectada fora de concurs a la secció oficial del Festival Internacional de Cinema de Sant Sebastià 1974.